# تيم دوايت
تيم دوايت (بالإنجليزية: Tim Dwight)‏ هو لاعب كرة قدم أمريكية أمريكي، ولد في 13 يوليو 1975 في آيوا سيتي في الولايات المتحدة.

## وصلات خارجية
- تيم دوايت على موقع مرجع كرة القدم المحترفة.كوم (الإنجليزية)
- تيم دوايت على موقع قاعة آيوا للمشاهير الرياضية (الإنجليزية)